# زینعلی
زینعلی روستایی است در شهرستان بروجرد در استان لرستان. این روستا در دهستان والانجرد در بخش مرکزی این شهرستان قرار دارد.

## جمعیت
بنا بر سرشماری مرکز آمار ایران، جمعیت زینعلی در سال ۱۳۸۵برابر با ۱۰۶ نفر بوده‌است که از این میان ۵۴ نفر مرد و بقیه زن بوده‌اند. این روستا ۲۷ خانوار جمعیت دارد.
خان و کدخدای این آبادی میرزاحسین بیاتی نام داشته و از دیرباز خاندان بیاتی بر این آبادی سلطه داشته‌اند.